# Hasslö kyrka
Hasslö kyrka är en kyrkobyggnad som tillhör Nättraby-Hasslö församling, Lunds stift. Den ligger på norra delen av tätorten Hasslö på ön med samma namn.

## Kyrkobyggnaden
Kyrkan började byggas 1889 och invigdes 1890. Byggnaden, som ritades av stadsarkitekten i Karlskrona Hjalmar Thedenius, år uppförd i rött tegel och är i nygotisk stil. 
Kyrkan är orienterad i nord och sydlig riktning med tornet i söder och koret i norr. Sakristian öster om koret tillkom vid restaureringen 1965. Tidigare var sakristian inrymd i ett skrank bakom koret.

## Interiör
Kyrkorummet har ett brutet tak med synliga takstolar. Koret är försett med ett vitputsat kryssvalv av trä.
Kyrkans inventarier är från samma tid som när kyrkan uppfördes. Predikstolen är tillverkad i mörk ek och på dess sidor är rosor utskurna. Altarrunden och bänkarna är också tillverkade i mörk ek.

## Orglar
Orgeln byggdes 1975 av J. Künkels Orgelverkstad  och är mekanisk. Den har åtta stämmor och är placerad vid koret. Tidigare använde man ett harmonium.
| Huvudverk (I) C-g3 | Svällverk (II) C-g3 | Pedalverk (P) C-f1 | Koppel |
| ------------------ | ------------------- | ------------------ | ------ |
| Gedackt 8'         | Rörflöjt 8'         | Subbas 16'         | I/P    |
| Principal 4'       | Täckflöjt 4'        |                    | II/P   |
| Svegel 2'          | Principal 2'        |                    | II/I   |
| Mixtur III         |                     |                    |        |

## Bildgalleri

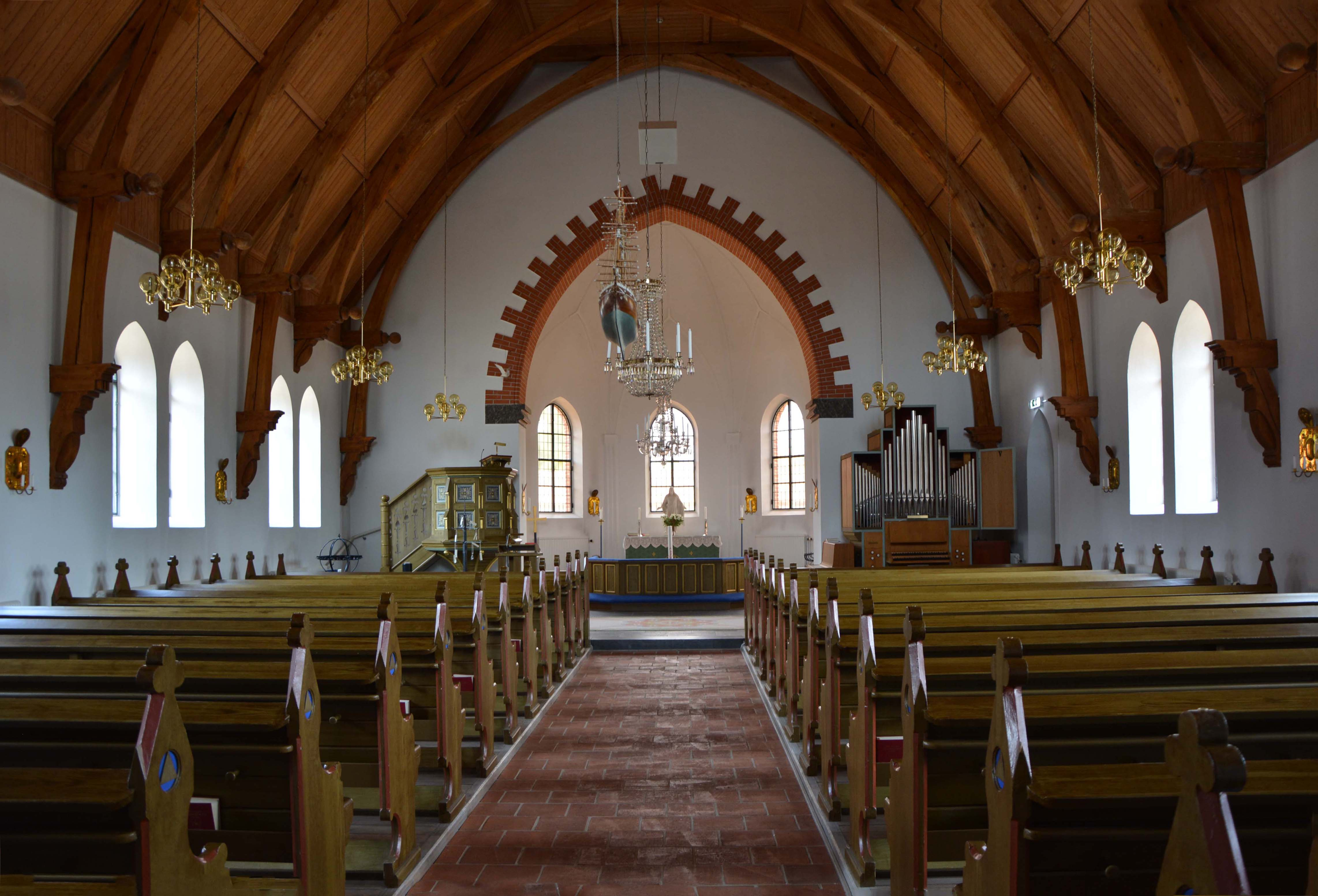
Interiör mot norr
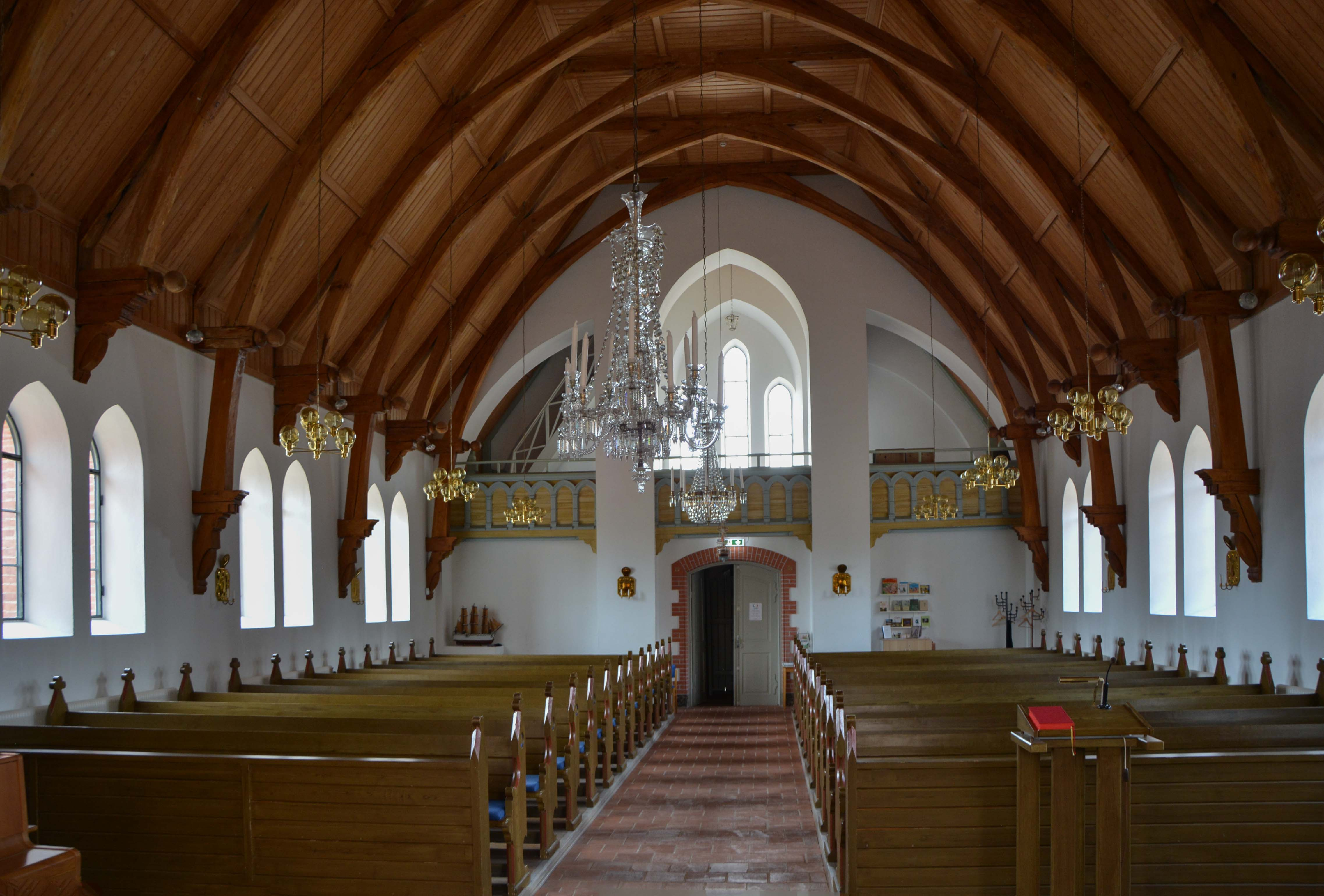
Interiör mot söder
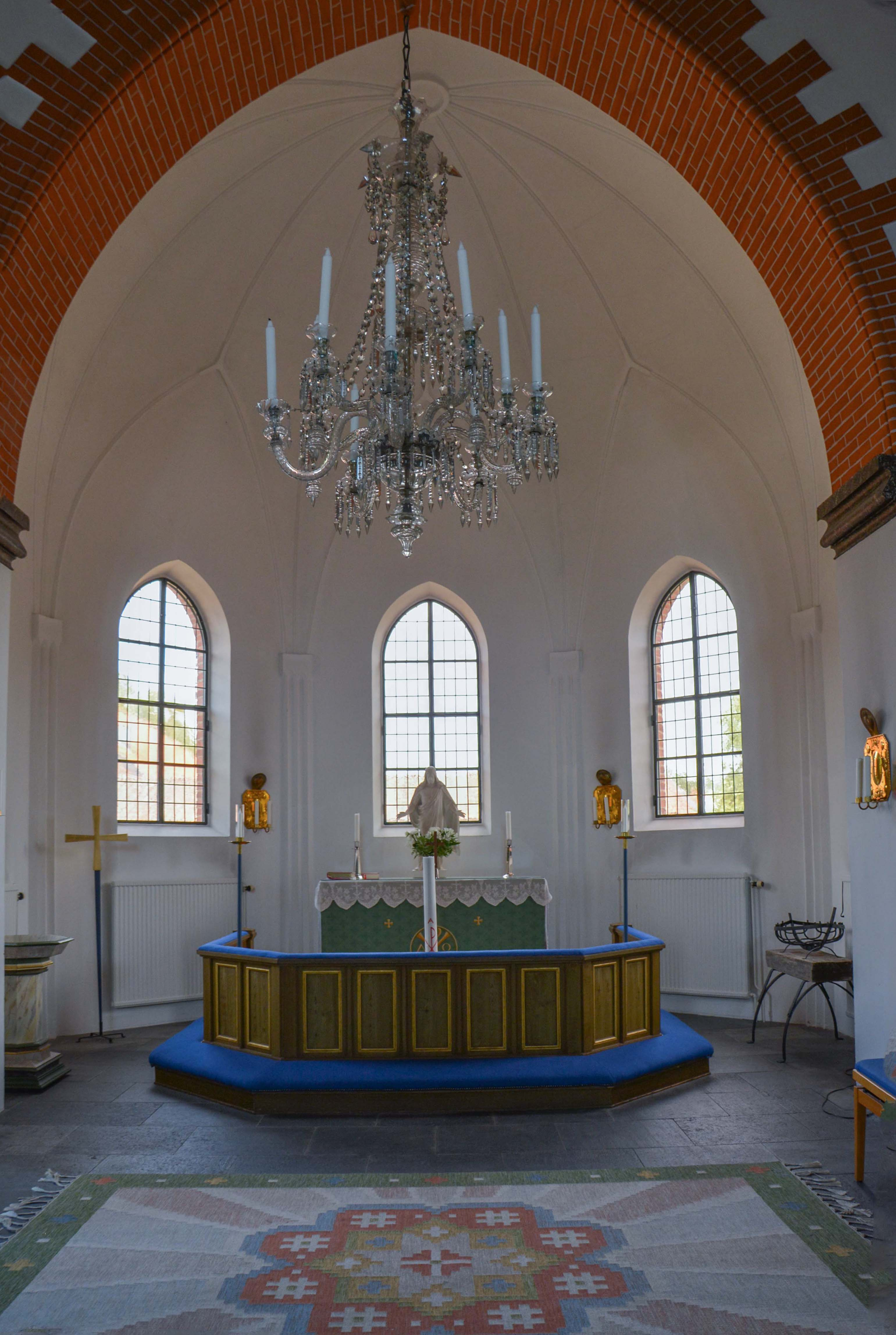
Koret
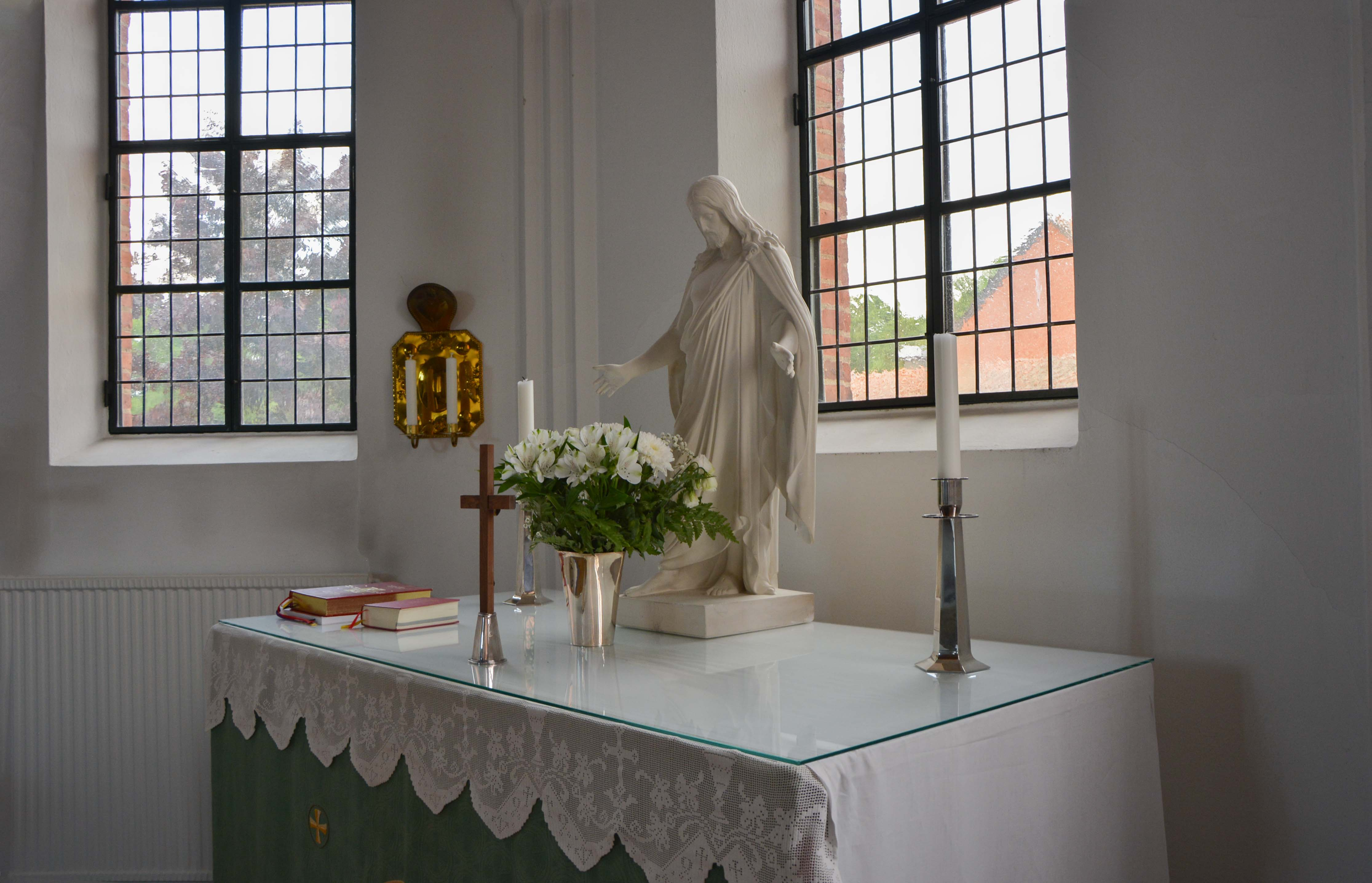
Altaret
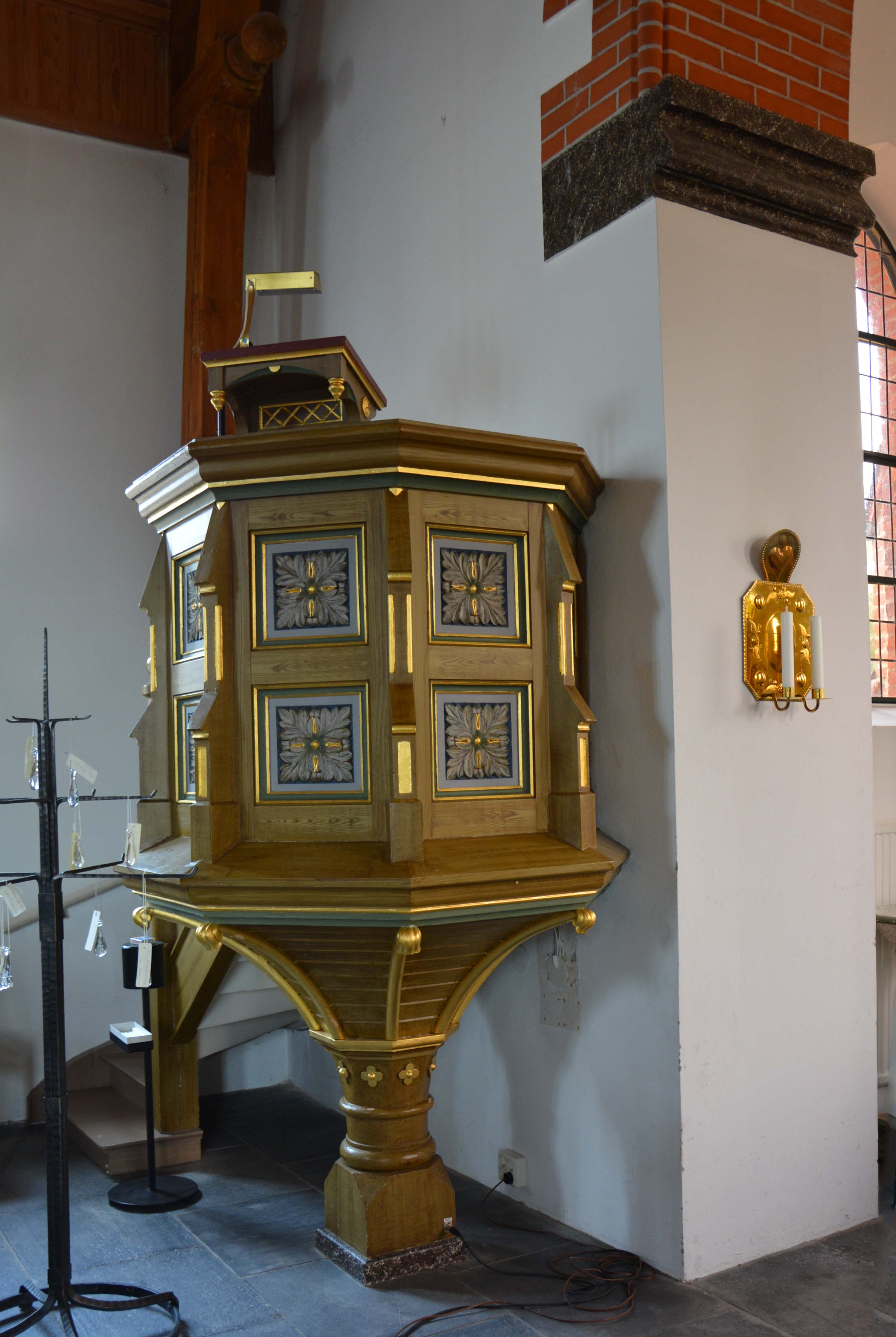
Predikstolen
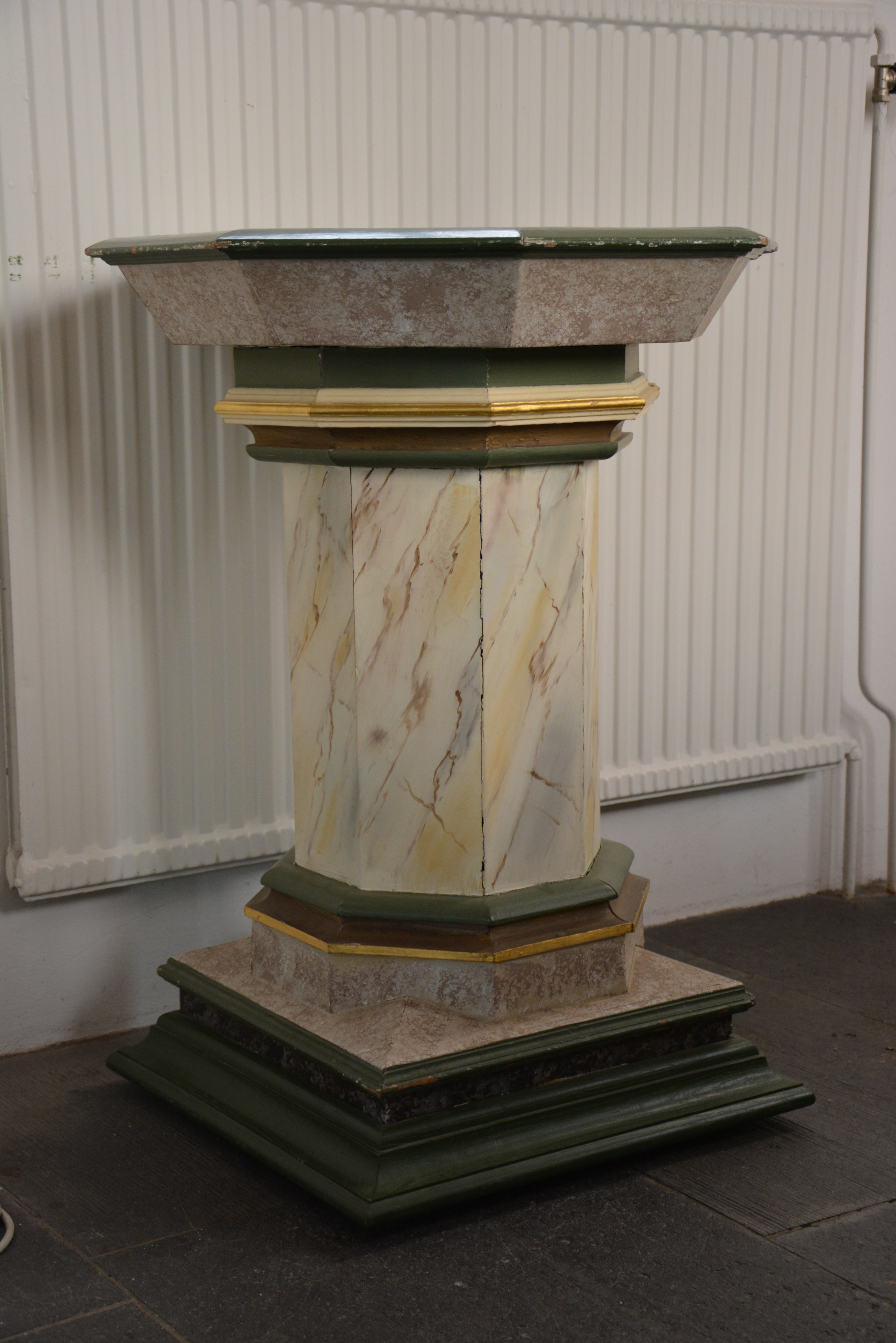
Dopfunten
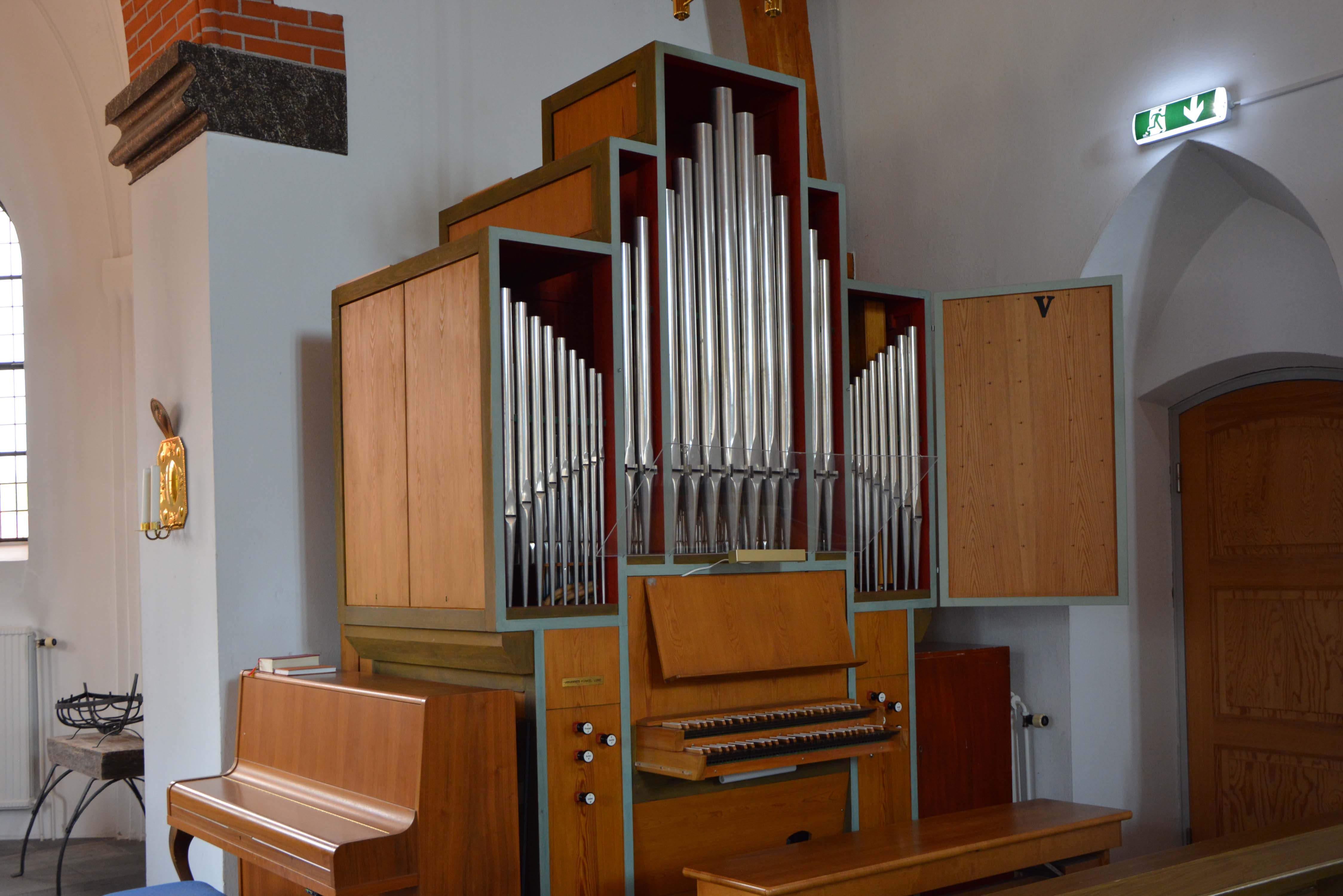
Orgeln